# Чарльз Гефферон
Ча́рльз А́рчер Гефферон (англ. Charles Archer Hefferon; 25 січня 1878 — 15 березня 1931) — південноафриканський легкоатлет, срібний призер Олімпійських ігор у марафоні (1908).

## Біографія
Народився 25 січня 1878 року в Ньюбері, графство Беркшир, Велика Британія.
На IV літніх Олімпійських іграх в Лондоні у 1908 році брав участь в двох дисциплінах: марафон та біг на 5 миль. 24 липня 1908 року у марафоні зайняв друге місце, завоювавши срібну медаль. У забігу на 5 миль посів четверте місце.
Помер 15 березня 1931 року в Брамптоні, провінція Онтаріо, Канада.